# Adorazione dei pastori (Francesco Grassia)
L'Adorazione dei pastori è un altorilievo marmoreo (230x195 cm) di Francesco Grassia (detto Franco Siciliano), terminato nel 1670. e collocato nella Chiesa dei Santi Ildefonso e Tommaso da Villanova a Roma.

## Storia
L'altorilievo è anche conosciuto all'interno della produzione artistica dello scultore come "Presepe con Gloria del Paradiso", titolo che forse meglio si addice alla composizione rappresentata.
Cronologicamente, da come si può leggere all'interno dell'inventario delle opere presenti nella bottega alla sua morte
e valutate le soluzioni stilistiche, la critica lo associa come l'ultimo lavoro alla quale il Grassia lavora prima di morire. 

Lo stesso Grassia lascerà scritto all'interno del suo testamento che l'opera dovrà essere donata ad una chiesa romana, questa selezionata dagli stessi esecutori testamentari o eventualmente venduta per celebrare messe in suo suffragio.
L'opera verrà ceduta alla Chiesa dei Ss. Ildefonso e Tommaso da Villanova, dove si trova tuttora, prima del 1674, anno in cui vennero terminati i lavori di ristrutturazione dell'edificio sotto la direzione dell'architetto e padre domenicano Giuseppe Paglia.
La composizione infatti, come scrive Lopresti nel 1927, sembra essere fatta apposta "per andare a genio a un convento spagnolo".

Collocato all'interno della prima cappella a destra della navata della chiesa, l'altorilievo è inserito in una cornice in stucco dalle influenze barocche, decorata lateralmente da volute, festoni di fiori, testine e capitelli corinzi, mentre nella parte alta la cornice è caratterizzata una trabeazione decorata su due livelli a motivi floreali con al centro la raffigurazione di una conchiglia, la quale sommità termina con un timpano ondulato spezzato decorato al centro con un medaglione a piccole volute che racchiude il Sacro Cuore di Gesù.

## Descrizione

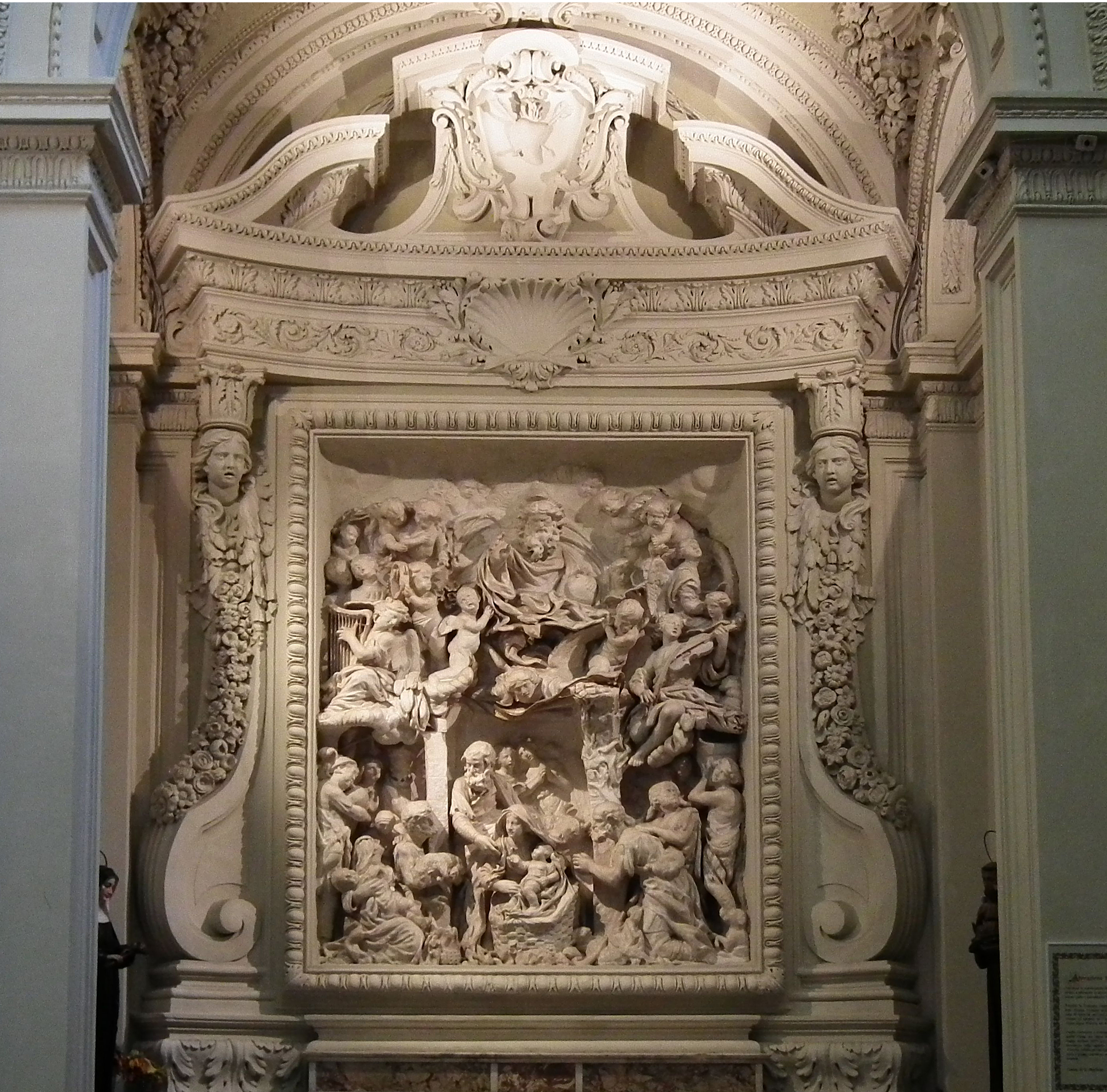
Visione generale della nicchia dov'è collocato l'altorilievo all'interno della Chiesa dei Ss. Ildefonso e Tommaso da Villanova a Roma

L'opera si presenta massiccia, complessa e molto lavorata, sintesi dei limiti e delle evoluzioni del linguaggio figurativo dello scultore.

Chiaramente suddivisa in due parti, in quella superiore vi è raffigurata l'epifania di Dio Padre mentre in quella inferiore vi è rappresentata l'adorazione dei pastori.

La composizione presenta un turbine caotico di personaggi, quasi a determinarne un insieme disordinato, dove la ragione compositiva passa in secondo piano facendo emergere un horror vacui artistico dai sapori quasi medievaleggianti.
La parte bassa, che dà il titolo all'opera, è a sua volta suddivisa verticalmente in tre parti: al centro vi è la capanna (che suddivide la composizione con i suoi elementi architettonici) dove al suo interno sono collocate le figure classiche della natività, in primo piano la sacra famiglia, qui intenta con uno dei pastori in un silente dialogo, fatto di sguardi e gesti, ricco di semplice purezza e sentimento umano, mentre in un secondo piano vi sono l'asino e il bue e sullo sfondo alcuni angeli in canto. 

Esternamente, ai lati si trovano le figure dei pastori, qui rappresentate in alcune delle loro iconografie più classiche, come nell'atto di offrire un agnello (simbolo di Gesù e del suo futuro sacrificio) o mentre suonano una zampogna, portano ceste e offerte. 

In generale nella parte bassa della composizione, le figure presentano un accentuato arcaismo. Nell'affollamento delle figure, nelle proporzioni alterate e nella semplicità dei gesti, si possono notare rimembranze stilistiche e formali che derivano dalla produzione di Nicola Pisano, mescolate queste ad influenze derivate dall'osservazione dei sarcofagi romani del III e V secolo d.C., mentre le forme tumide e tozze di cani e agnellini o la rustica fiscella coi due colombi hanno il loro possibile prototipo nella scultura romanica di area meridionale.
Nella parte alta dell'altorilievo vi è rappresentata l'Epifania di Dio Padre, in una cornice sontuosa, tra putti svolazzanti che annunciano l'apparizione dell'Eterno.

In questa parte della composizione si può notare come il Grassia si distacchi dall'impostazione manierista della quale era orgogliosamente custode per confrontarsi con le novità del barocco. 

Lo scultore lavora la pietra fino quasi a tormentarla in ogni elemento figurativo, le linee qui non scandiscono più i volumi, bensì li chiudono tra loro impedendo all'occhio dello spettatore di soffermarsi su singoli dettagli, facendolo invece scivolare da un'immagine all'altra senza soluzione di continuità. La lavorazione alle parti scavate col trapano si sovrappone a quelle sbalzate delicatamente a piccoli colpi di scalpello e poi minuziosamente levigate e lucidate.

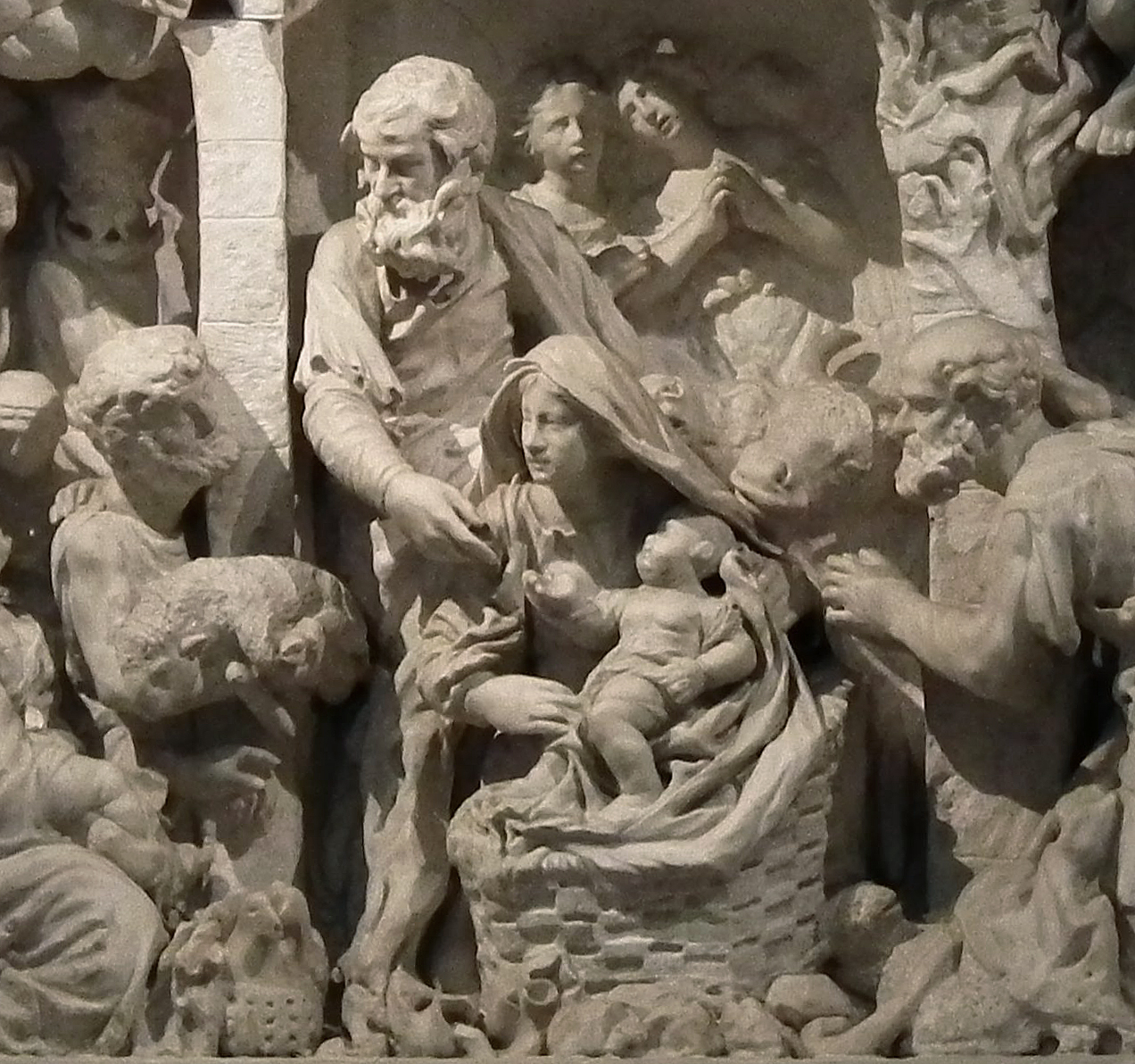
Dettaglio della parte bassa dell'altorilievo con la Sacra Famiglia e alcuni pastori: il Grassia da qui vita ad un silente dialogo tra i personaggi attraverso gli sguardi e le loro gestualità

La composizione è caratterizzata al centro dalla raffigurazione di Dio Padre in una delle sue più classiche rappresentazioni iconografiche a mezzo busto, con il globo terracqueo nella mano sinistra e benedicente con la destra. Al di sotto vi è raffigurata la colomba, simbolo dello Spirito Santo e un angelo reggi cartiglio. Ai lati vi sono una serie di putti e angeli musicanti (si notino gli strumenti musicali come il tamburello, il violino e l'arpa) che si intrecciano tra loro in una elaborazione sempre più articolata.
Le figure, caratterizzate da pose e gesti maliziosi, presentano morbidi incarnati dove le vesti scivolano scoprendo le voluttuose spalle, mentre i capelli volano e vibrano come agitati dal vento. Un tumultuoso insieme di idee e spunti, dove le figure laterali degli angeli musicanti spiccano qui per originalità, dove la loro fisionomia sfuggente e la gestualità aggraziata rappresentano un'autentica novità nel repertorio del Grassia.
Questa prudente evoluzione doveva essere il risultato di una laboriosa e meditata riflessione intrapresa dal Grassia sulla propria impostazione stilistica e figurativa, dove già nel 1674 l'altorilievo veniva citato dal Titi come "opera studiata, e fatiga di molt' anni".

## Retaggio
La morte impedì all'artista di sviluppare queste caute aperture alle nuove tendenze stilistiche, di concretizzarsi in un coerente e organico nuovo linguaggio scultoreo all'interno della sua produzione artistica, in cui potessero armonizzarsi le premesse manieristiche proprie della sua prima formazione con le moderne istanze figurative del tardo Seicento.
L'Adorazione dei pastori, come già accaduto per le altre opere di ambito pubblico dello scultore, è destinata a restare un unicum nel panorama romano del XVII secolo. La mancanza di allievi e la totale dispersione dei suoi beni,  compresi bozzetti e modelli conservati nella sua bottega, è un'estrema testimonianza della scarsa fortuna avuta dal Grassia, la cui esperienza professionale era destinata a restare senza seguito.